# 永利皇宮

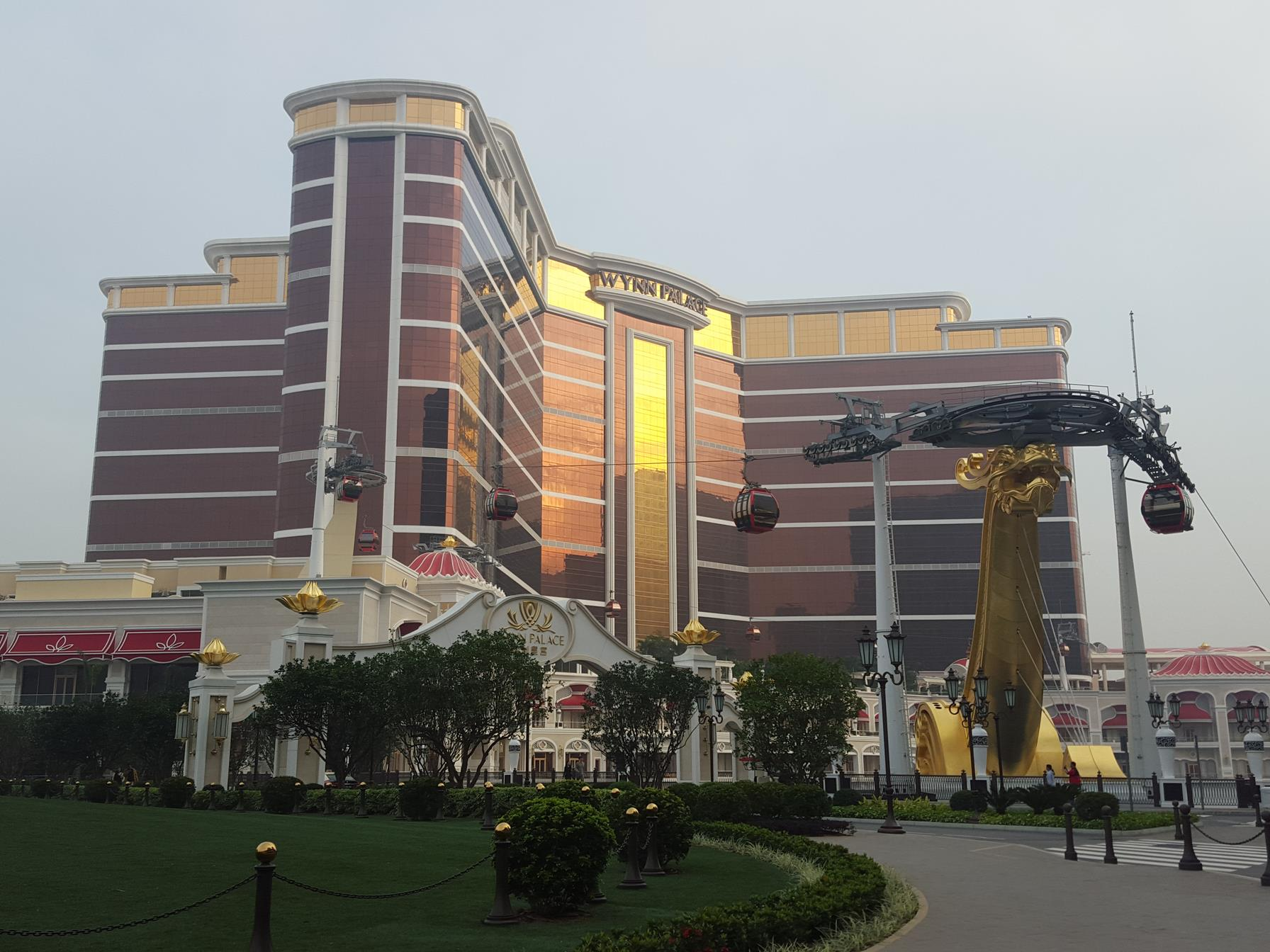
永利皇宮

永利皇宮（Wynn Palace），是一座位於澳門路氹城的綜合式賭場渡假村及五星級豪華酒店。由永利澳門有限公司興建營運。永利皇宮作為該公司的路氹金光大道的第一個渡假村，於2016年8月22日開幕。

## 興建
整體工程耗資6年時間、投資額達350億港元，期间出过劳资纠纷。渡假村於2016年8月22日晚上8時開幕。

## 設施
度假村樓高28層，提供1700間酒店客房、套房和外墅。部份套房可欣賞到表演湖的音樂噴泉表演。度假村設有5間面積6,700至8,000平方呎的花園別墅，設有室外花園及長45米的游泳池。其他設施包括永利皇宮水療中心、會議展覽設施和佔地45,000平方米的娛樂場。

### 商場
永利名店街佔地200,000平方呎，設50間商店。室內以花卉藝術為主題，在南庭園大堂設由83,000朵真花製成的旋轉木馬。位於北庭園大堂設由超過103,000朵花所製成的「花朵摩天輪」及由藝術家Jeff Koons創作的大型鬱金香雕塑。

### 賭場
开張時，賭桌數量約350張；老虎機數量是1145台。

### 餐飲
度假村設有多間餐廳，包括主打各國扒類美食的「永利扒房」，粵菜食府「永利宫」，高級日本餐廳「泓」。此外還有「紅8粥麵」，「99麵」，「花悅拉麵」，「池畔咖啡廳」，「皇宫咖啡廷」，「甜藝廊」等。其中永利扒房每隔30分鐘會有劇場上演。永利宮以及咖啡苑設落地玻璃窗，食客可欣賞到表演湖的音樂噴泉表演。

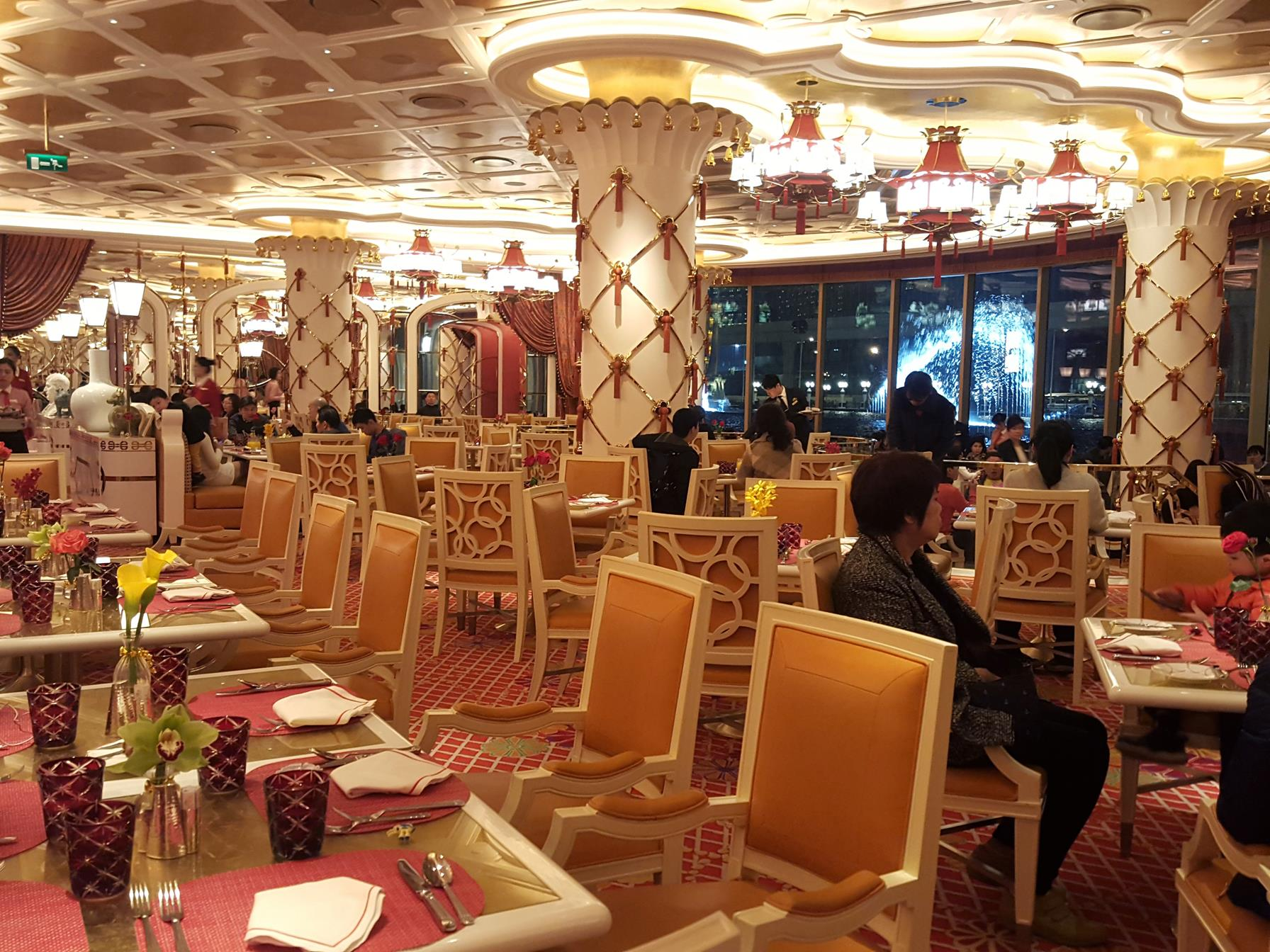
咖啡苑

### 永利旗下營運餐飲
譚卉

永翠宮

永利扒房

泓

鮨泓

皇宮椒好運

咖啡苑

紅8粥麵

99麵

如珠如包

小意 · 大利

池畔咖啡廳

永利吧

### 美食廣場
馥樂庭

### 已停運餐飲
逸蝶軒

川江月

永利宮

皇宮咖啡廷

甜藝廊

花悅

### 觀光纜車

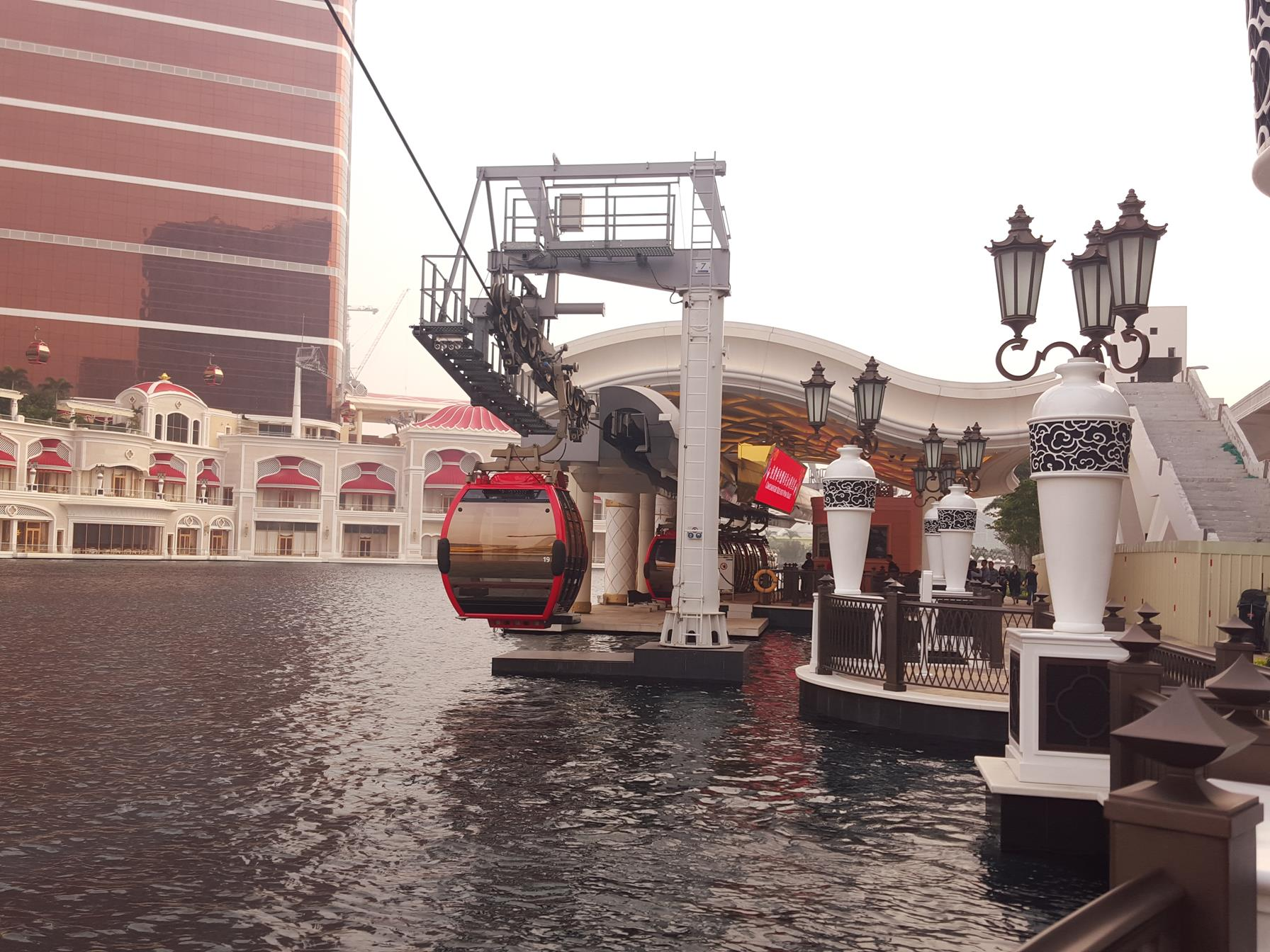
表演湖纜車站

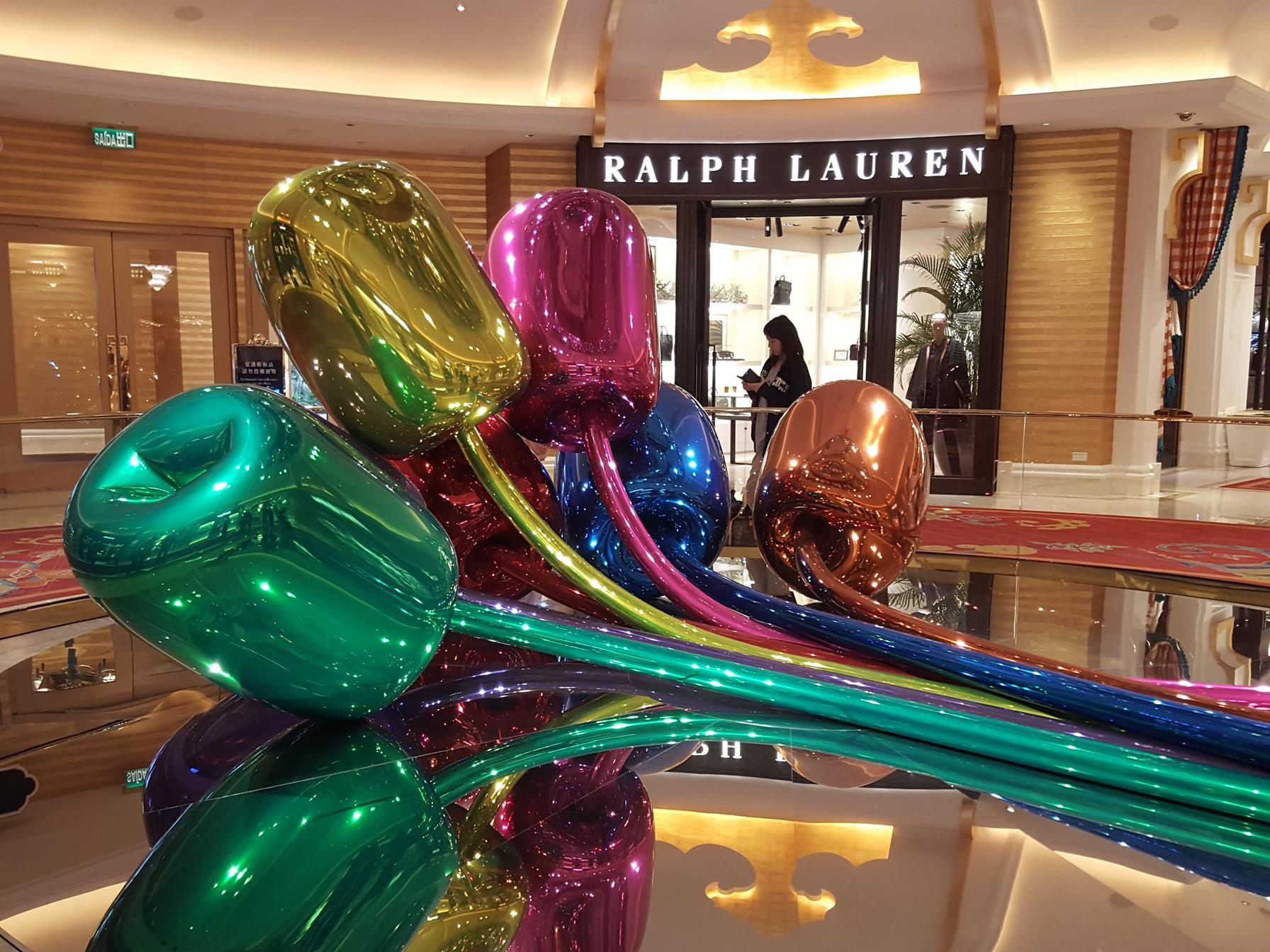
鬱金香藝術裝置

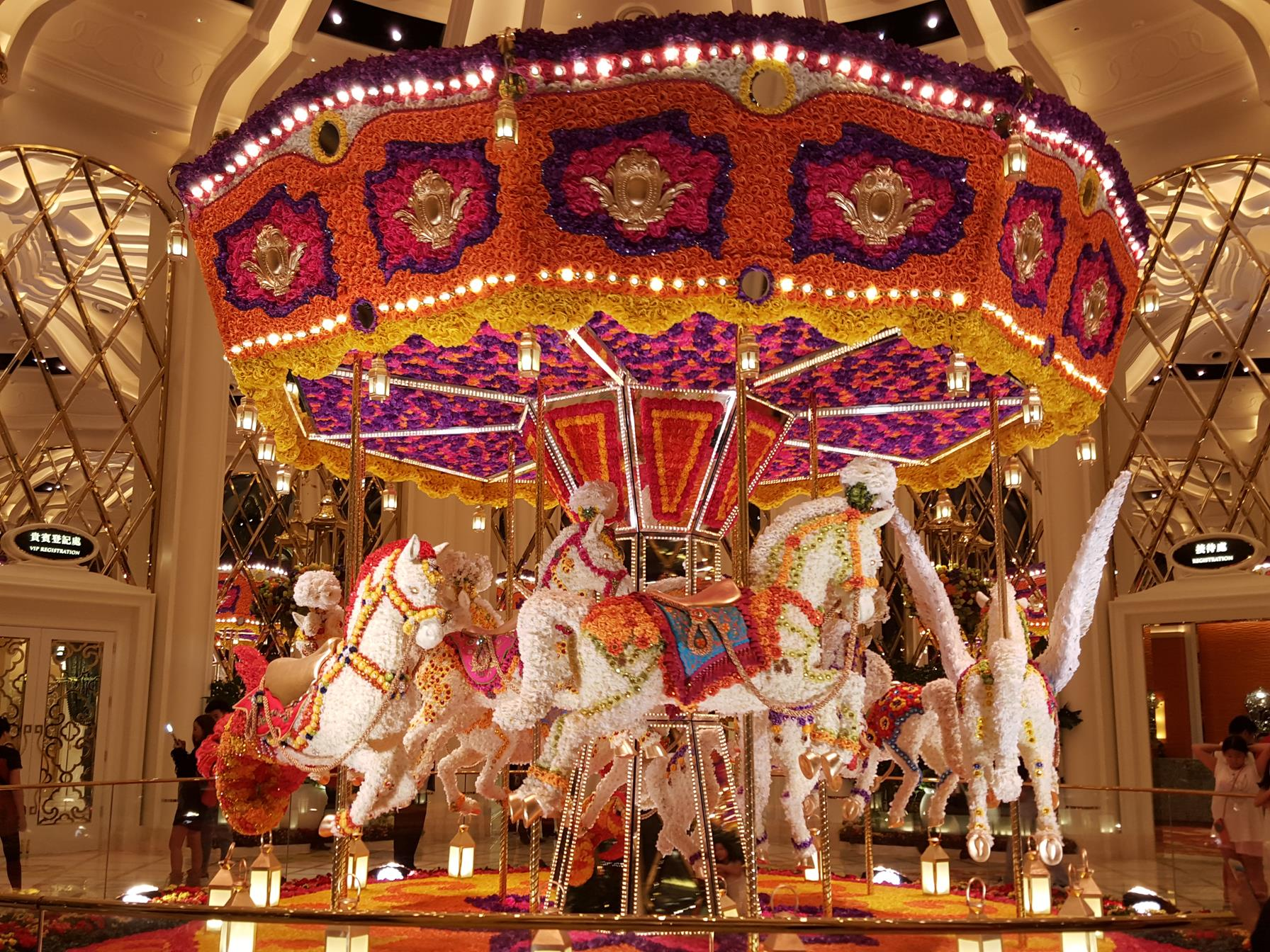
花卉旋轉木馬

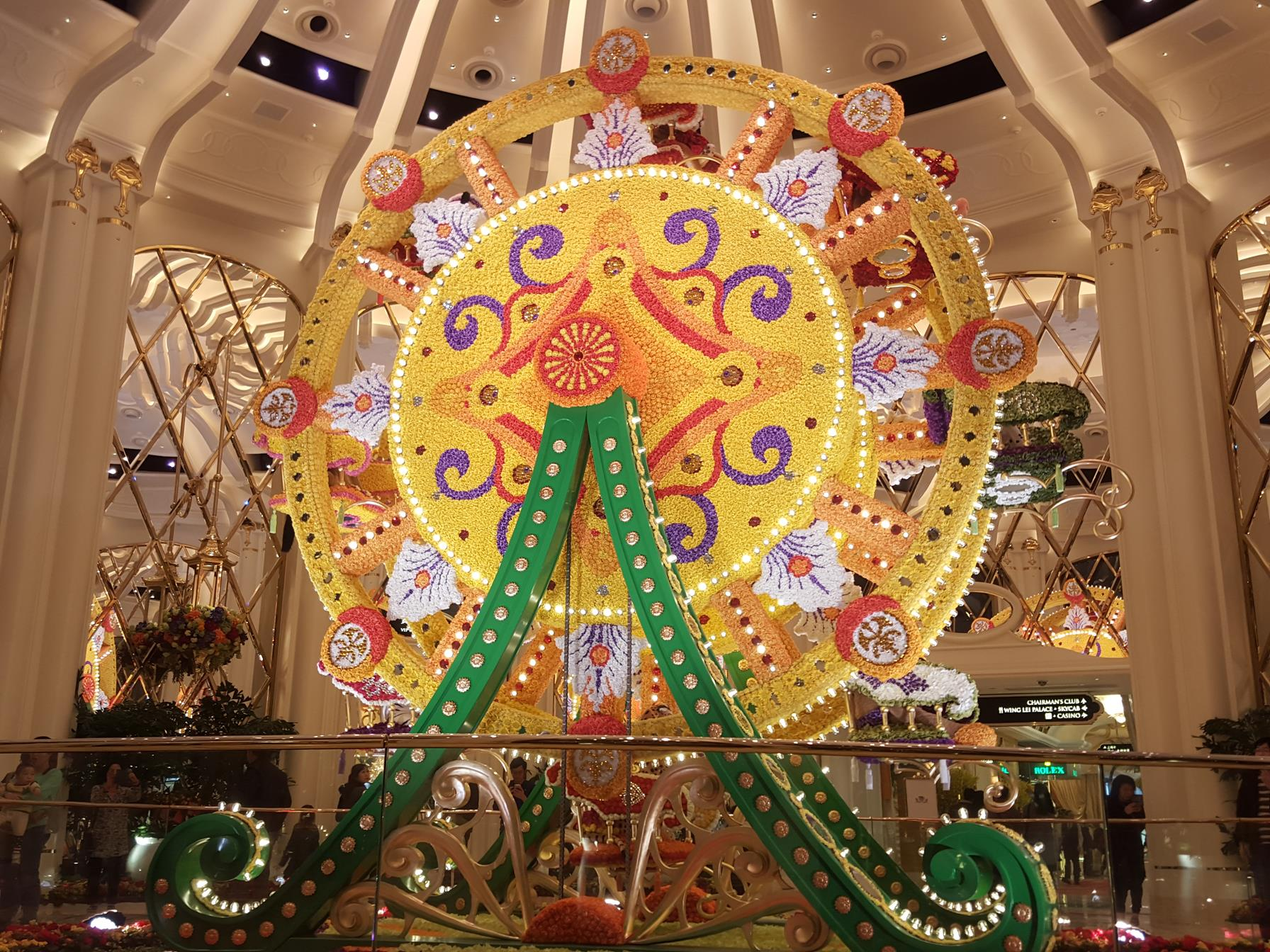
花卉摩天輪

纜車全長679米，離地28米高，設36個車廂，可載6人，乘客可欣賞表演湖的表演，全程免費。

### 表演湖（音樂噴泉）
- 音樂噴泉座落於永利皇宮人工表演湖上，佔地8英畝，裝有超過二千盞LED燈泡，每場表演1-5分鐘（視音樂長度）。噴泉由WET Design設計和興建。

- 表演時間：

每天12:00-18:00：
每30分鐘演出一節，由正點開始（00分、30分）
每天18:00-00:00：
每20分鐘演出一節，由正點開始（00分、20分、40分）
- 2017年1月開始，音樂噴泉表演時間和對應表演歌曲於永利皇宮官方網站提供。

最新時間表(截至2024年1月29日官網)為：
| 時間  | 表演歌曲             |
| ----- | -------------------- |
| 12:00 | 龍的傳人             |
| 12:30 | Style                |
| 13:00 | One                  |
| 13:30 | 苿莉花               |
| 14:00 | Hey Big Spender      |
| 14:30 | 我和我的祖國         |
| 15:00 | Rondine Al Nido      |
| 15:30 | 苿莉花               |
| 16:00 | Consider Yourself    |
| 16:30 | 明天會更好           |
| 17:00 | 苿莉花               |
| 17:30 | Con Te Partiro       |
| 18:00 | 我和我的祖國         |
| 18:20 | Singing in the Rain  |
| 18:40 | But I am a good girl |
| 19:00 | Roar                 |
| 19:20 | 苿莉花               |
| 19:40 | New York New York    |
| 20:00 | My Heart Will Go On  |
| 20:20 | 苿莉花               |
| 20:40 | 月光愛人             |
| 21:00 | 苿莉花               |
| 21:20 | Hey Big Spender      |
| 21:40 | 龍的傳人             |
| 22:00 | Be our guest         |
| 22:20 | 苿莉花               |
| 22:40 | Roar                 |
| 23:00 | Hoe Down             |
| 23:20 | 我和我的祖國         |
| 23:40 | Rondine Al Nido      |
| 00:00 | Con Te Partiro       |

#### 圖片集

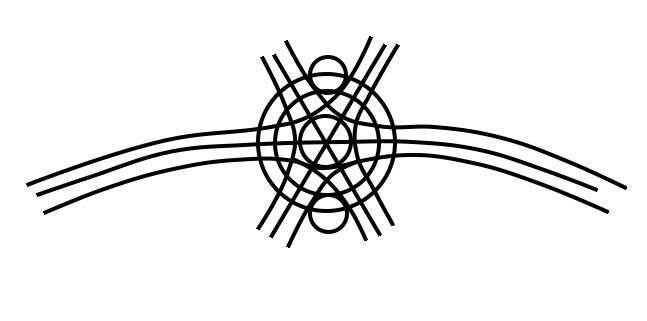
永利皇宮音樂噴泉佈局 - WDD設計初版
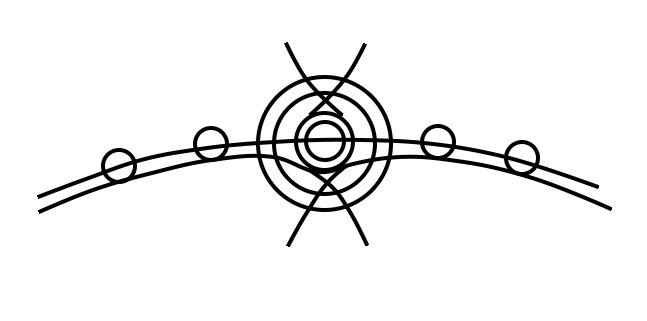
永利皇宮音樂噴泉佈局 - 最終版
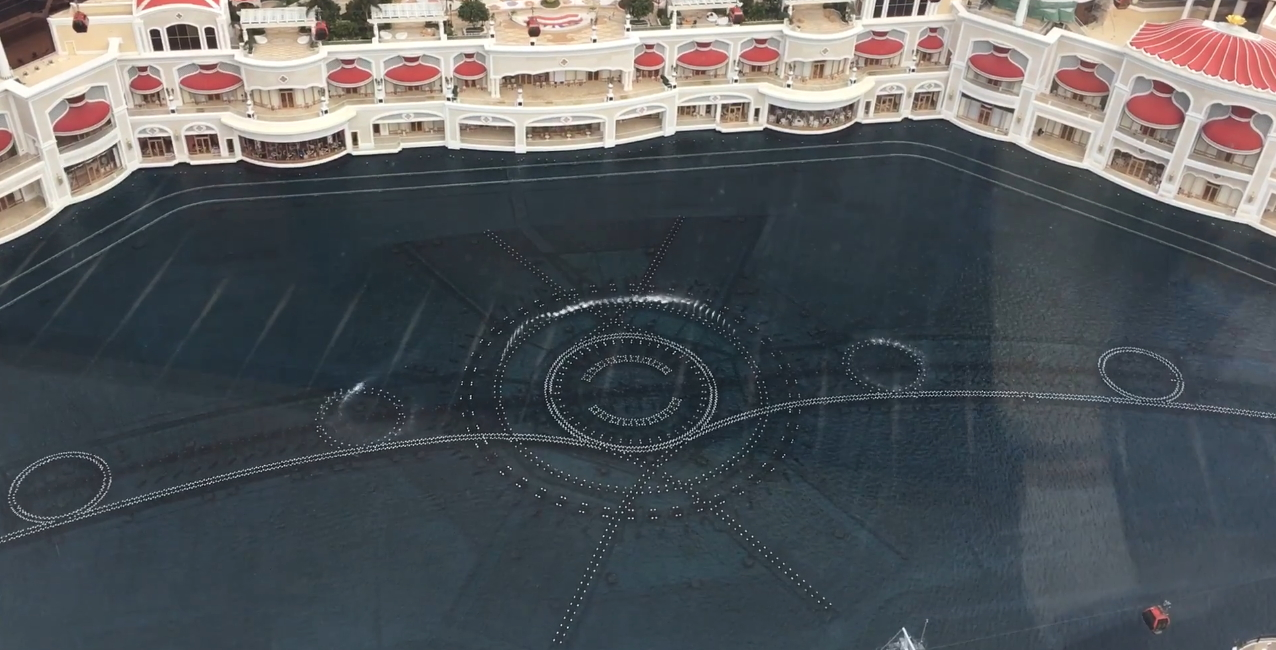
永利皇宮音樂噴泉佈局實地拍攝

## 交通配套

### 自設交通
永利皇宮設有來往酒店與口岸的接駁專巴服務。接駁專巴服務設有以下路線：
- 永利皇宮 ↔ 關閘
- 永利皇宮 ↔ 橫琴口岸澳門口岸區
- 永利皇宮 ↔ 澳門國際機場
- 永利皇宮 ↔ 氹仔客運碼頭
- 永利皇宮 ↔ 港珠澳大橋澳門邊檢大樓
- 永利皇宮 ↔ 永利澳門
- 永利皇宮 ↔ 澳門葡京人

### 公共交通

#### 巴士
T399 路氹東／永利皇宮（Cotai Leste／Wynn Palace）
路線：50、N5
T400 路氹東／新濠天地（Cotai Leste／C.O.D）
路線：50、701X、N5
T407 霍英東馬路／永利皇宮（Av. Dr. Henry Fok／Wynn Palace）
路線：35、50B、N5
T418 機場大馬路／輕軌車廠（Av. do Aeroporto／Parque de Materiais e Oficina do Metro Ligeiro）
路線：35、50B、51、59、N5
T419 機場大馬路／永利皇宮（Av. do Aeroporto／Wynn Palace）
路線：35、50B、51、59

#### 輕軌
█  氹仔線路氹東站

## 爭議

#### 剝削工人
在項目興建期間，有在地盤工作的外地勞工不滿遭分判商強迫簽署加班協議、拖欠工資及扣押證件。在2015年11月3日到澳門中聯辦遞信請願。

#### 亏待職員
《澳门日报》2018年3月13日报导，有人指酒店為“血汗工廠”，員工工作量大且待遇差，某部門不通知員工擅改合約，導致員工經常被迫超時工作卻沒有超時工資，工資亦較其他博企低，開幕團隊也紛紛辭職。

#### 疑縱容客人吸煙
2018年3月，有報道指永利皇宮未獲批設立吸煙室及吸煙區。其中賭場大廳位置設有三個未批的吸煙室，雖然平時對外開放，但每逢政府巡查是卻臨時關閉，形容手法如同“走鬼”，加上投訴、執法及檢測等方面有不足，讓政府檢測空氣質量的工作形同虛設。而工友更指娛樂場違規吸煙情況嚴重，不但縱容客人吸煙，更不允許員工勸告他們不可吸煙，有員工曾因勸告客人禁煙而被高層約見，部分貴賓廳甚至幫被檢控的吸煙客人邀交罰款。而前線員工每日飽受二手煙。議員梁孫旭敦促政府加強執法，保障員工健康。梁孫旭指曾接獲近百名永利員工就場內違規吸煙問題的投訴。而工聯四位議員李靜儀、梁孫旭、李振宇及林倫偉曾聯同多個博彩團體，到多個部門遞信反映員工的意見、要求爭取“工作場所無煙害”環境。他們在2018年3月2日和3日在永利皇宮旁（輕軌車廠-2巴士站）舉行簽名行動。
博協總幹事蔡錦富表示，在控煙初期，博企處於摸索期，因此無禁止員工勸喻客人禁煙，但其後發現政府執法力度不強，就有恃無恐，甚至高層約見並警告勸喻禁煙員工。結果員工害怕只可以利用中場休息時間致電投訴客人吸煙的問題。
立法議員梁孫旭寫：「早前永利皇宮被揭發違規開放未經批准使用的吸煙區，衛生局已表明從未批准永利皇宮設任何吸煙室和吸煙區，並派員到場巡查。但據員工反映，涉嫌違規的吸煙室在執法人員抵達前及時“關閉”，待巡查人員離開之後又重新開放使用，博企這種貓捉老鼠的做法，簡直是公然挑戰政府的執法權威。政府有必要及時提升執法力度，督促娛樂場履行應有的守法義務，以免廣大博企員工繼續飽受煙害之苦。」

## 興建圖集

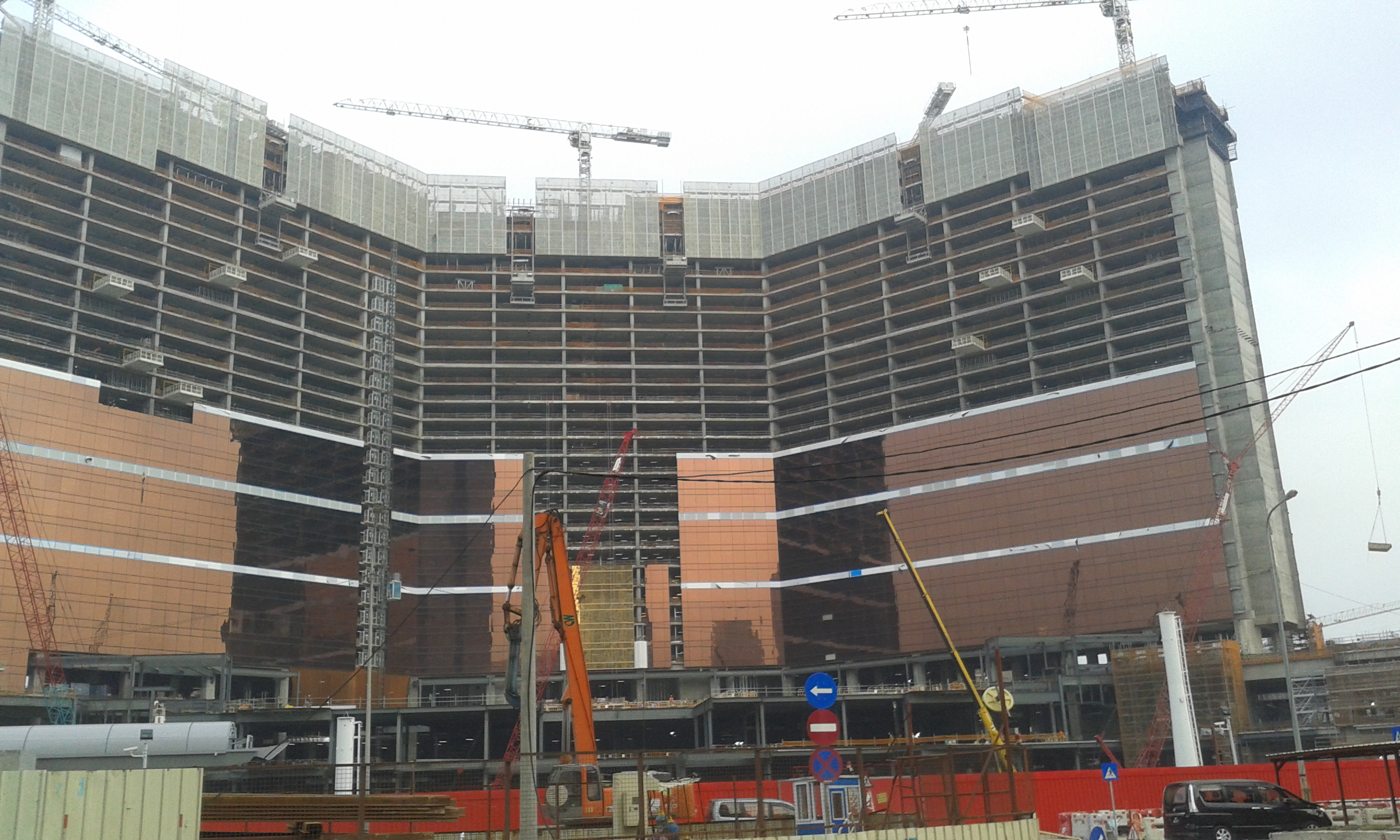
興建中的永利皇宮
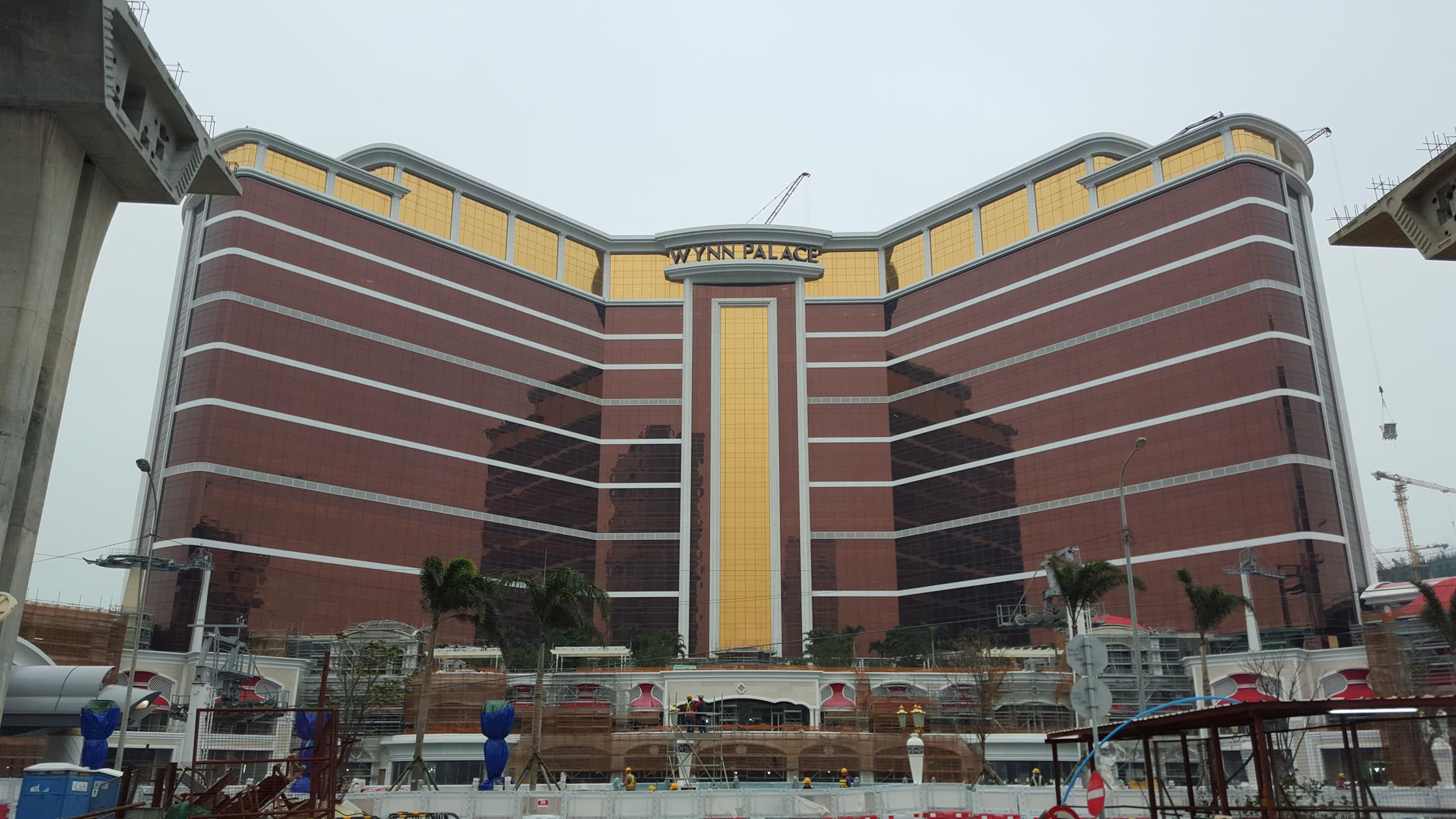
開幕前的永利皇宮